# Державне агентство України з управління зоною відчуження
Державне агентство України з управління зоною відчуження. (ДАЗВ України) — центральний орган виконавчої влади, діяльність якого спрямовується і координується Кабінетом Міністрів України через Міністра екології та природних ресурсів України.

## Сфери відповідальності
Агентство реалізує державну політику у сферах:
- управління зоною відчуження і зоною безумовного (обов'язкового) відселення та забезпечення бар'єрної функції зони відчуження;
- поводження з радіоактивними відходами, відпрацьованим ядерним паливом та джерелами іонізуючого випромінювання;
- забезпечення захисту населення від джерел іонізуючого випромінювання;
- реабілітації радіаційно забруднених територій;
- ліквідації наслідків Чорнобильської катастрофи;
- фізичного захисту ядерних установок, ядерних матеріалів, радіоактивних відходів, інших джерел іонізуючого випромінювання на підприємствах, в установах та організаціях, що належать до системи ДАЗВ України;
- зняття з експлуатації енергоблоків Чорнобильської АЕС та перетворення об'єкта «Укриття» на екологічно безпечну систему.